# Remigio Hernán Pérez
Remigio Hernán Pérez (Paraguay, 12 de febrero de 1991) es un futbolista paraguayo que milita en el Club Olimpia de Paraguay que juega de Centrocampista central.
En 2011 Participó del Sudamericano Sub-20 vistiendo la casaca de la Selección de Fútbol de Paraguay.
Fue sustituto por un tiempo del Centrocampista Sergio Orteman, tras su salida del Olimpia, por supuesta ida a un concierto musical, en plena concentración del equipo, pero no duró mucho su titularidad por el regreso de Miguel Amado, quien estuvo lesionado por mucho tiempo.

## Clubes
| Club                      | País     | Año             |
| ------------------------- | -------- | --------------- |
| Olimpia                   | Paraguay | 2011 - 2015     |
| General Caballero         | Paraguay | 2016            |
| Independiente de Campo G. | Paraguay | 2017 - Presente |

Referencia
- http://www.ceroacero.es/jugador/hernan_perez/actual/ficha/0/default/175343/?edicao_id=19852 (enlace roto disponible en Internet Archive; véase el historial, la primera versión y la última).
- Datos: Q6105252